# 彥豪金屬
彥豪金屬工業股份有限公司（英語：TEKTRO TECHNOLOGY CORP.，以TEKTRO之名行銷）是一家總部位於臺灣彰化縣秀水鄉的自行車煞車零部件量產製造商，成立於1986年，現以代工生產並銷售商品至各組裝車廠為主要業務，並另有提供售後市場相關業務。
2013年，該公司於廣東惠州市惠城區投資人民幣1億元設立子公司彰豪金属（惠州）有限公司，其下屬工廠於2016年年初開始投入生產。

## 主要產品
油壓式碟式煞車機構、夾式煞車機構、煞車皮、煞車把手及其他相關零部件。

## 旗下品牌
TEKTRO、TRP。

## 主要客戶
- 捷安特[15][16]

## 外部鏈結
- 彥豪金屬工業股份有限公司 （页面存档备份，存于）
- YouTube上的Tektro USA頻道